# Шиэн, Риан
Риан Шиэн (англ. Rhian Sheehan) — новозеландский композитор и продюсер родом из Нельсона, в данный момент работает в Веллингтоне.

## Карьера
Шиэн выпустил свой первый альбом Paradigm Shift в 2001 году, затем — ещё четыре вместе со сборниками ремиксов своих работ в содружестве с новозеландскими и мировыми артистами. Его альбом Standing in Silence (2009), EP Seven Tales of The North Wind (2011) и LP Stories From Elsewhere (2013) — это переход от своих ранних работ в стиле электроники к стилю экспериментального шугейзинга и пост-рока/эмбиента.
Работа Шиэна коснулась разнообразных CD компиляций, из наиболее известных — мультиплатиновая серия Cafe del Mar (vol 10 & 11). Шиэн также писал музыку, которая регулярно звучит на телевидении BBC, включая рейтинговую программу Top Gear, а также на каналах Discovery и National Geographic. Его музыка также может быть услышана в различных рекламных роликах, трейлерах и короткометражных фильмах. В 2009 он сочинил саундтрек для британского Национального Космического Центра We Are Astronomers, сферического фильма, озвученного Дэвидом Теннантом из Доктора Кто, который собрал около миллиона просмотров зрителей. В 2009 Шиэн сочинил саундтрек к 13-серийному телесериалу The Cult, (за которую получил премию Qantas Film & TV Award за лучший саундтрек) и к сериалу Reservoir Hill, получивший премию Эмми. В 2012 Риан написал саундтрек к британскому документальному фильму «We Are Aliens» для планетариев, озвученный Рупертом Гринтом (из Гарри Поттера).
В июле 2012 японская студия звукозаписи Preco Records выпустила его свежие альбомы «Standing in Silence» и «Seven Tales of The North Wind» ограниченной серией вместе с дополнительными материалами, включающие ремикс «Borrowing The Past» от американских пост-рок эмбиент светил Hammock.
В марте 2013 американский лэйбл Darla Records выпустил Stories From Elsewhere. Альбом был также выпущен в Японии студией Preco Records, а также в Новой Зеландии и Австралии студией LOOP Recordings.
В октябре 2013 Шиэн закончил писать саундтрек к американскому и британскому фильмам для планетариев Back To The Moon For Good. По заказу XPRIZE, фильм был озвучен Тимом Алленом (История игрушек, В поисках Галактики). 25-минутный фильм рассказывает историю изучения луны и дает возможность взглянуть изнутри на соперничество команд за крупнейший в истории приз в $30 млн. — Google Lunar XPRIZE. Фильм выпущен National Space Centre и Робертом Вайсом (The Blues Brothers, Naked Gun).
В июле 2015 Шиэн закончил запись и продюсирование оркестрового саундтрека к британскому 3D фильму для планетариев «We Are Stars», озвученного Энди Серкисом

## Дискография
- Paradigm Shift (2001)[2]
- Tiny Blue Biosphere (2004)[9]
- Music for Nature Documentaries — remix album (2004)[10]
- New Zealand Landscapes — Book/CD (2008)
- Standing in Silence (2009)[11]
- Seven Tales of The North Wind — 7 track EP (2011)[12]
- Stories From Elsewhere (2013)[12]
- Live at The Wellington Opera House (2015) — Exclusive on Baboom[13]

## Сборники в которых принимал участие
- Café del Mar Vol.10 (Испания)
- Café del Mar Vol.11 (Испания)
- Barramundi — Together Vol.4 (Франция)
- Pacific Hotel (Франция)
- The Sound of Dub (Германия)
- Turtle Bay Country Club presents — Love Factory (Германия)
- LOOP Select 05 (Австралия)
- Love Parade (Германия)
- Trance Forward (Великобритания)
- Zen 4 (Австралия)
- Lazy Sunday Vol 5 (Новая Зеландия)
- LOOP Select 01 (Новая Зеландия)
- Radio Active 25 Silver selections (Новая Зеландия)
- Alpine Unity — Passenger (Новая Зеландия)
- The Telecom CD (Новая Зеландия)
- LOOP Select 03 (Новая Зеландия)
- LOOP Select 06 (Новая Зеландия)
- Green Room 4 — Hope (Новая Зеландия)
- Various — Nuclear Free Nation (Новая Зеландия)
- Eco Zen 2 — VA (Австралия)
- Bridging The Pacific Vol 1 — VA (Австралия)
- Festivus — VA (Австралия)
- Silent Ballet — Volume XI: Wenn Ich Ein Eisbär Wäre (США)
- LOOP Select — KONO 02 (Новая Зеландия)
- For Nihon (США) — V/A
- Ministry Of Sound Hed Kandi: Winter Chill — V/A (Великобритания)
- Little Darla Has A Treat For You, Vol. 28 — V/A (США)

## В составе альбомов
- Applescal — For (2015)
- Jakob — Sines (2014)
- Helios — Remixed (2012)
- The Blush Response — Love Electric (2011)
- Raashi Malik — Self-titled EP (2010)
- Rosy Tin Teacaddy — The Homeward Stretch (2009)
- Rhombus — Onwards (Remixes & Archives) (2008)
- Richard Nunns & Hirini Melbourne — Te Ku Te Whe Remixed (2006)
- Antix — Twin Coast Discovery Remixes (2006)
- Antix — Twin Coast Discovery (2005)
- Module — Remarkable Engines (2006)
- The Nomad — Step 4th (2003)
- The Black Seeds — Pushed (2002)

## Награды и номинации
- Победитель Fiske Fulldome Film Festival в номинации «Best Soundtrack» (2015)
- Победитель Qantas Film and Television Awards в номинации «Best Original Score» (2010)
- Финалист Wellingtonista Awards в номинации «Best Live Performance» (2009)
- Финалист Animate Festival 2009 в номинации «Best Animated Video», выбор редакции «Standing in Silence Pt3» (2009)
- Финалист bNet New Zealand Music Awards в номинации «Best Electronic Album» (2005)
- Финалист bNet New Zealand Music Awards в номинации «Most Outstanding Musician» (2005)
- Победитель Young Guns International Video Awards в номинации «Best Animated Video» (2004)
- Второе место на Handle the Jandal Music Video Awards для «An Afternoon on the Moon» в номинации «Best Video» (2003)
- Победитель Handle the Jandal Music Video Awards for «Waiting» в номинации «Best Video» (2002)
- Финалист bNet New Zealand Music Awards в номинации «Best Electronica Album» (2002)
- Финалист New Zealand Music Awards в номинации «Best Electronica Album» (2002)

## Саундтреки к фильмам и сериалам
- We Are Stars — 3D купольный фильм для планетариев (Великобритания 2015)
- Belief: The Possession Of Janet Moses — художественный документальный фильм (Новая Зеландия 2015)
- The Day That Changed My Life — документальный (Новая Зеландия 2015)
- Similo — короткометражный (Испания 2014)
- Back To The Moon For Good — купольный фильм для планетариев (США 2013)
- Holding The Sun — короткометражный (Новая Зеландия 2013)
- Naked Castaway — The Discovery Channel (США 2013)
- We Are Aliens — 3D купольный фильм для планетариев (Великобритания 2012)
- Cell, Cell, Cell — 3D купольный фильм для планетариев (Великобритания 2012)
- Siege — фильм (Новая Зеландия 2012)
- Geoff Duke — In Pursuit of Perfection — документальный (Великобритания 2012)
- Abiogenesis — короткометражный (Новая Зеландия 2011)
- In Safe Hands — короткометражный (Новая Зеландия 2011)
- The Banker, The Escorts and The $18 Million — документальный (Новая Зеландия 2011)
- Day Trip — короткометражный (Новая Зеландия 2010)
- Journey of Contrasts — 3D купольный фильм для планетариев (Великобритания 2010)
- Top Gear — Great Adventures 3 (Великобритания 2010)
- Reservoir Hill — сезон 2 (2010)
- Reservoir Hill — сезон 1 (2009)
- We Are Astronomers — купольный фильм для планетариев (Великобритания 2009)
- The Cult — 13-серийный телесериал (2009)
- Huloo — документальный (Новая Зеландия 2008)
- Welcome home — короткометражный (Новая Зеландия 2006)
- The Sunshine Man — короткометражный (Новая Зеландия 2005)

## Интересные факты
Риан Шиэн появляется в финальной сцене фильма Аватар Джеймса Кэмерона в качестве военного инженера (в красном костюме). Сцена снималась в Мирамаре, Веллингтоне, Новой Зеландии, в пригороде, где жил Риан.
Риан — племянник новозеландского фотографа Лоуренса Аберхарта и сын путешественника и фотографа-пейзажиста Гранта Шиэна.